# フローズン・ジャパニーズ
「フローズン・ジャパニーズ」（原題：Frozen Jap）は、1980年にポール・マッカートニーが発表した楽曲。

## 概要
ポールが「雪化粧をした富士山」をイメージしながら作曲したとされる曲。ジャンルはいわゆる「和風テクノ」であり、「インストゥメンタル」であることから、当時英国でもブレイクしていた日本のバンドYMOからの確かな影響が見られる。1980年の来日時には、この曲をライヴ演奏する予定であった。レコードコレクターズの本曲の紹介では本曲が初期YMOに曲調が似ていてエンデングも同じだと指摘した。

## タイトルと逮捕事件の関連性
この曲のタイトルに用いられた「Jap」という言葉は、一般的に日本人への蔑称として使われる言葉であり、さらにこの曲の発表が1980年の大麻不法所持による逮捕事件の直後であった事から、この曲が「日本人への逆恨み」ではないかとして話題を醸した。しかし、ポールはこの曲が日本人への侮蔑であるという疑惑を否定しており、「イギリスではそこまで悪い意味ではない」「簡潔なタイトルにしたかっただけ」とコメントした。
日本盤のみ、この曲のタイトルを「Frozen Jap」から「Frozen Japanese」へ変更するという配慮がなされた。